# Burnley
Burnley ist eine Stadt im Norden Englands. Sie liegt im gleichnamigen Bezirk in der Grafschaft Lancashire und liegt am Leeds and Liverpool Canal. Der River Brun mündet hier in den River Calder.

## Bevölkerung
Die Einwohnerzahl beträgt etwa 82.000.
Ähnlich wie in anderen Industriestädten Nordenglands lebt eine wachsende Minderheit an Einwanderern vom indischen Subkontinent in Burnley, insbesondere aus Pakistan. Diese Einwanderer konzentrieren sich auf die traditionellen Arbeiterviertel Stoneyholme und Daneshouse.

## Geschichte
Die Stadt war bekannt für ihre Baumwollwebereien und hatte im 13. Jahrhundert eine geschäftige Wollindustrie. Heute gehören zur Industrie Metallverarbeitung und Maschinenbau. Im 19. Jahrhundert wurde der Leeds and Liverpool Canal durch die Stadt hindurch gebaut, was zu einem Wachstum der modernen Industrie führte.

## Trivia
Im Norden der Stadt befindet sich der markante Pendle Hill, der mit einem ehemaligen Hexenkult in Verbindung gebracht wird.
Der Steinkreis von Delf Hill liegt im Extwistle Moor östlich von Burnley.
Die musikalische Experimentalskulptur Singing Ringing Tree besteht seit 2006.

## Sport
Der englandweit bekannte FC Burnley trägt seine Heimspiel im Turf Moor aus. Der Verein spielt nach dem Aufstieg aus der EFL Championship 2025 aktuell in der höchsten englischen Spielklasse, der Premier League.

## Bekannte Personen
- Robert Nutter (1550–1600), Dominikanerpriester und Märtyrer
- Harry Bradshaw (1853–1924), Fußballtrainer und -funktionär
- Esther Moore (1857–1934), Bildhauerin
- Jimmy Crabtree (1871–1908), Fußballspieler
- Alfred Tysoe (1874–1901), Leichtathlet und Olympiasieger
- Willis Jackson, Baron Jackson of Burnley (1904–1970), Elektroingenieur
- J. Pat O’Malley (1904–1985), britisch-irischer Schauspieler
- Walter Pollard (1906–1945), Fußballspieler
- Betty Snowball (1908-1988), Cricketspielerin
- Ken Ashbridge (1916–2002), Fußballspieler
- Judith Hart, Baroness Hart of South Lanark (1924–1991), Politikerin
- David Waddington (1929–2017), Politiker der Conservative Party, Gouverneur von Bermuda
- Edwin Southern (* 1938), Molekularbiologe
- Ian McKellen (* 1939), Schauspieler
- Ian Hargreaves (* 1951), Journalist und Medienwissenschaftler
- Stephen Booth (* 1952), Krimiautor
- Judith Frege (* 1953), deutsche Balletttänzerin, Tanzpädagogin, Choreografin und Buchautorin
- David Readman (* 1970), Sänger und Musiker
- Andrew Lewer (* 1971), Politiker
- Neil Hodgson (* 1973), Motorradrennfahrer
- Lee Ingleby (* 1976), Film- und Theaterschauspieler
- Daniel McBreen (* 1977), australischer Fußballspieler
- Rachel Brown (* 1980), Fußballspielerin
- James Anderson (* 1982), Cricketspieler
- Adnan Ahmed (* 1984), englisch-pakistanischer Fußballspieler
- Steven Burke (* 1988), Bahnradfahrer und Olympiasieger
- Jay Rodriguez (* 1989), Fußballspieler
- Holly Lam-Moores (* 1990), Handballspielerin
- Sophie Hitchon (* 1991), Hammerwerferin
- Oliver Norwood (* 1991), Fußballspieler
- Jean-Luc Baker (* 1993), Eiskunstläufer
- Harvey Barnes (* 1997), Fußballspieler